# 859
859 foi um ano comum do século IX, que teve início e fim a um domingo, no Calendário juliano. A sua letra dominical foi A.
| Ano completo                    |
| ------------------------------- |
| Ano comum com início ao domingo |

## Eventos
- Fundação da mais velha universidade do mundo, a Universidade de Karueein, em Fez, no Marrocos.
- Incursão dos Normandos na Itália.
- Registo de ataques de viquingues Escandinavos na costa do Algarve.
- Batalha de Albelda que resulta na victória dos reis García Íñiguez de Pamplona e Ordonho I das Astúrias contra o emir Abderramão II de Córdova com Muça ibne Muça ao comando.
- Os viquingues sobem os rios Ebro, o Aragão e o Arga, saqueiam Pamplona pela 2.º vez e raptam o rei de Navarra García Íñiguez de Pamplona.
- Incêndio de Paris às mãos dos viquingues.

## Mortes
- São Eulogio de Córdova, bispo Moçárabe, é decapitado.